# Крима, Василий Иванович
Василий Иванович Крима (порт. Joachim Crima, Жоаким Крима; род. 1972, Болама, Гвинея-Бисау) — российский политический деятель бисау-гвинейского происхождения.

## Биография
Крима поселился на юге России в 1989 году после окончания Волгоградского государственного педагогического университета. У него и его жены Анаит, армянки по происхождению, есть сын Ритинью (род. 1999). В дополнение к сельскому хозяйству, он также продает арбузы на местном рынке в районе.

## Политическая деятельность
Василий Иванович Крима — бывший независимый кандидат на выборах в Среднюю Ахтубу в 2009 году. Как первый африканец, баллотировавшийся на пост главы района, Крима получил прозвище «Русский Обама». Однако и он, и другой чернокожий кандидат на этот пост Филипп Кондратьев заняли третье место (с 4,75 %) и последнее против действующего главы района «Единой России».